# Holotrichia iridipennis
Holotrichia iridipennis är en skalbaggsart som beskrevs av Brenske 1892. Holotrichia iridipennis ingår i släktet Holotrichia och familjen Melolonthidae. Inga underarter finns listade i Catalogue of Life.